# Diócesis de Sambia
La diócesis de Sambia (en latín: Dioecesis Sambiensis, en alemán: Bistum Samland y en ruso: Самбийский диоцез) fue una circunscripción eclesiástica de la Iglesia católica en Alemania, en territorios que hoy son parte de Rusia. Fue suprimida el 16 de julio de 1821. Se trataba de una diócesis latina, sufragánea de la arquidiócesis de Riga. Además de su función episcopal, los obispos de Sambia tenían poder temporal, ya que Sambia era un principado eclesiástico dentro del Sacro Imperio Romano Germánico, el principado episcopal de Sambia.

## Territorio y organización

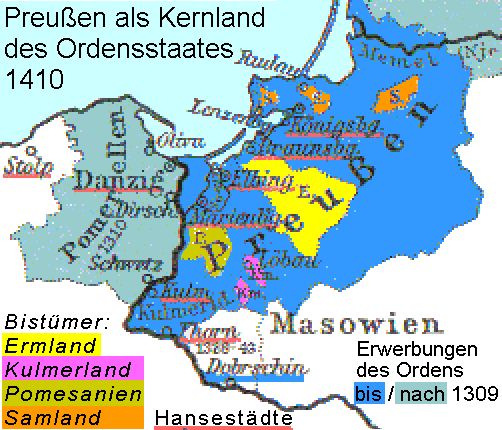
Principado episcopal de Sambia es de color naranja

La diócesis extendía su jurisdicción sobre los fieles católicos de rito latino residentes en la península de Sambia (Samland en alemán) en Prusia Oriental, actualmente parte de la óblast de Kaliningrado en Rusia. Además de Sambia, comprendía la mayor parte de Nadruvia y de Sudovia. El territorio inicial de la diócesis estaba comprendido, al norte y al sur, entre los ríos Pregolia y Neman, al oeste con el mar Báltico y al este con las fronteras con el Gran Ducado de Lituania. Más tarde, a este territorio se añadieron la península del Vístula y parte del territorio de Klaipėda, en la orilla derecha del río Neman. Desde el 11 de febrero de 2002 su territorio en Rusia forma parte de la arquidiócesis de la Madre de Dios en Moscú, mientras que el pequeño sector polaco en la zona de Gołdap es parte de la diócesis de Ełk desde el 25 de marzo de 1992.
La sede de la diócesis se encontraba en la ciudad de Primorsk (en alemán Fischhausen), mientras que en Kaliningrado (en alemán Königsberg) se halla la Catedral de Nuestra Señora y San Adalberto, que pasó a la Iglesia luterana en 1523, que la conservó hasta su destrucción y secularización en 1945. Las obras de restauración se realizaron entre 1993 y 2005 y el edificio se utiliza para albergar exposiciones de museos y conciertos, aunque tiene una capilla de la Iglesia evangélica luterana de la Rusia Europea y otra de la Iglesia ortodoxa rusa.
Antes de la supresión de la diócesis había 2 monasterios masculinos y 3 femeninos.

## Historia

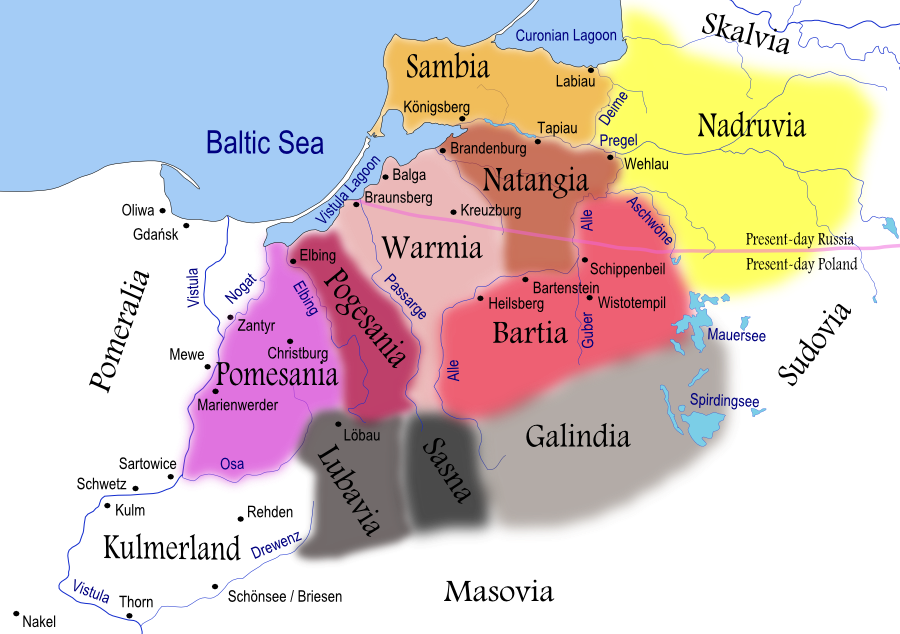
Las subregiones de la región histórico-geográfica de Prusia en el

La diócesis fue una de las 4 erigidas el 4 de julio de 1243 mediante el decreto Noverit universitas vestra del legado papal Guillermo de Módena dentro de los territorios del Estado monástico de los Caballeros Teutónicos (las otras 3 fueron las de Chełmno, Pomesania y Varmia). Este decreto fue confirmado por los breves Hiis que per dilectos filios (29 de julio de 1243) e Iustis petentium desideriois (8 de octubre de 1243) del papa Inocencio IV.
Sin embargo, el primer obispo conocido de la diócesis, Johann von Diest, fue un obispo titular, ya que, dadas las circunstancias, nunca tomó posesión de su sede. Después de la conquista de Sambia en 1255 por el rey Otakar II de Bohemia durante la cruzada prusiana y el establecimiento de la ciudad de Königsberg, la división de la diócesis de Sambia entre la Orden Teutónica y el príncipe obispo de Sambia se decidió en 1257. Primero acordaron una delimitación de los derechos respectivos en el área de la ciudad de Königsberg. El área posterior del casco antiguo de Königsberg quedó para la Orden Teutónica. En el año siguiente también se abordó la división del país. Mediante arbitraje del landmaster de Prusia Gerhard von Herzberga a partir del 3 de marzo de 1258 el área ya conquistada y poblada se dividió en varias partes, de las cuales el obispo tenía derecho a un tercio de la masa total. En 1352 hubo una segunda gran división entre religiosos y obispos, sobre el área de los nadruvianos. El tercio que fue otorgado al obispo de Sambia se encontraba al oeste de la futura ciudad de Insterburgo y al norte del río Pregolia. El cabildo catedralicio, por su parte, tenía derecho a un tercio del principado-obispado.
Recién bajo Heinrich von Streitberg se organizó la diócesis y en 1258 recibió la dotación necesaria para el mantenimiento de la mensa episcopal. En 1253 pasó a formar parte de la provincia eclesiástica de Riga.
El cabildo catedralicio fue erigido el 1 de enero de 1285 por el obispo Christian von Mühlhausen, incluía 7 canogías.

### Reforma protestante
El último obispo en comunión con la Santa Sede fue Georg von Polenz, quien influenciado por el reformador Johann Briesmann se convirtió al luteranismo (fue el primer obispo en adherir al luteranismo) y con su consentimiento Briesmann predicó el primer sermón en el espíritu de la Reforma el 27 de septiembre de 1523. Georg von Polenz celebró el primer servicio protestante en la Navidad de 1523 en la iglesia del castillo de Königsberg. Cuando el gran maestre de la Orden Teutónica Alberto dio su consentimiento (ya secretamente luterano desde 1522) y renunció a su cargo en noviembre, introdujo la Reforma protestante en el Estado de la Orden Teutónica. El 18 de enero de 1524 ordenó que en los bautismos se utilizaran únicamente las lenguas nativas y el 28 de enero llevó a cabo una ordenanza eclesiástica luterana para la diócesis de Sambia: impuso a los sacerdotes la obligación de leer los escritos de Martín Lutero, abolió la misa e inició la secularización de los monasterios. Durante la Pascua de 1524 un monasterio fue saqueado en Königsberg, tras lo cual los monjes abandonaron la ciudad, que pronto se convirtió en una ciudad completamente evangélica.
Cuando Alberto transformó el Estado de la Orden en un ducado secular el 30 de mayo de 1525 (el Ducado de Prusia), el obispo Polentz le cedió su soberanía como príncipe episcopal y también disolvió el capítulo catedralicio y le cedió las propiedades eclesiásticas. Luego llamó a muchos clérigos protestantes al país, incluido el reformador Ambrosius Feierabend, que había sido expulsado de Elbing en 1539. También envió predicadores a las regiones de Prusia Oriental fuera de su diócesis para difundir allí la Reforma, por ejemplo a Wormditt en el principado episcopal de Varmia. Georg von Polenz continuó siendo obispo luterano de Sambia hasta su muerte el 28 de abril de 1550. El capítulo de canónigos eligió otros dos obispos "protestantes": Joachim Mörlin (1550-1571) y Tilemann Heshusius (1571-1577). En 1577 la diócesis luterana de Sambia fue fusionada con la de Pomesania, que fue abolida en 1587.
Por iniciativa del rey polaco Esteban I Báthory y del Sínodo de Piotrków de 1577, hubo un intento de restaurar la diócesis, que, sin embargo, no tuvo efecto. Sin embargo, mediante el breve Quas dedit amplitudo tua del 7 de diciembre de 1617, el papa Paulo V confió a los obispos de Varmia la administración apostólica del territorio de la antigua diócesis de Sambia. Este cargo duró hasta 1773, cuando el obispo Ignacy Krasicki tuvo que dimitir, tras la presión del gobierno prusiano. Mediante la bula De salute animarum del papa Pío VII del 16 de julio de 1821 el territorio que pertenecía a la diócesis de Sambia fue incorporado a la diócesis de Varmia, que a partir de entonces cubrió todo el territorio de Prusia Oriental hasta 1991.
En 1989 el obispo de Varmia Edmund Piszcz reactivó el cabildo de Sambia en la Concatedral de la Bienaventurada Virgen María, Madre de la Iglesia, en Gołdap, Polonia.

## Episcopologio

### Obispos de Sambia
- Johann von Diest, O.F.M. † (1252-4 de marzo de 1254 nombrado obispo de Lübeck)
- Heinrich von Streitberg, O.T. † (7 de mayo de 1254-1274 falleció)
- Hermann von Köln, O.F.M. † (1275 consagrado-1275 renunció)
- Christian von Mühlhausen, O.T. † (6 de enero de 1276 consagrado-3 de septiembre de 1295 falleció)
- Siegfried von Regenstein, O.T. † (11 de abril de 1296-antes de 1314 falleció)
  - Sede vacante (1314-1319)
- Johann von Clare † (3 de diciembre de 1319-28 de junio de 1344 falleció)
- Jakob von Kulm † (2 de noviembre de 1344-11 de noviembre de 1357 falleció)
- Bartholomäus von Radam † (7 de mayo de 1358-5 de septiembre de 1378 falleció)
- Thilo von Marburg † (6 de febrero de 1379 consagrado-31 de diciembre de 1385 falleció)
- Heinrich Kuwal † (12 de septiembre de 1386-1395 renunció)
- Heinrich von Seefeld † (30 de marzo de 1395-12 de enero de 1414 falleció)
- Heinrich von Schanenburg † (22 de junio de 1414-julio/agosto de 1416 falleció)
- Johann von Saalfeld † (9 de mayo de 1418-26 de agosto de 1425 falleció)
- Michael Jung † (21 de diciembre de 1425-18 de marzo de 1442 falleció)
- Nikolaus Schlotterkopf † (9 de junio de 1442-antes del 26 de febrero de 1470 falleció)
- Dietrich von Cuba † (30 de abril de 1470-antes del 24 de agosto de 1474 falleció)
- Johann von Rehewinkel † (23 de diciembre de 1474-22 de febrero de 1497 falleció)
- Nikolaus Krender † (12 de mayo de 1497-2 de julio de 1503 falleció)
- Paul von Watt † (11 de diciembre de 1503-antes del 1 de noviembre de 1505 falleció)
- Günther von Bünau † (diciembre de 1505-14 de julio de 1518 falleció)
- Georg von Polenz, O.T. † (23 de marzo de 1519-25 de diciembre 1523 apostató)[nota 1]
  - Sede vacante (1523-1617)